# 骑鹅历险记
骑鹅历险记（瑞典語：Nils Holgerssons underbara resa genom Sverige，意譯為「尼爾斯·霍爾格森在瑞典的奇遇」）是瑞典著名作家，诺贝尔文学奖获得者塞尔玛·拉格洛夫写的一部著名长篇童话小说。这也是她的代表作。台灣的出版社曾將本書重新命名為小矮人歷險記。
1902年，塞尔玛·拉格洛夫受瑞典国家教师联盟委托为孩子们编写一部以故事的形式来介绍地理学，生物学和民俗学等知识的教科书，对此她欣然同意。1904年夏她开始爬山涉水到瑞典各地考察，为写“一本关于瑞典的，适合孩子们在学校阅读的书”“一本富有教益，严肃认真和没有一句假话的书”做准备。1906年至1907年这本书问世了，它成了一部世界名著。

## 小说情节
故事描写了一名叫尼尔斯的14岁小男孩的故事，他家住瑞典南部，不爱读书学习，调皮捣蛋，好作弄小动物。一个春天，尼尔斯的父母去教堂，他自己独自在家，因为戏弄一个小精灵而被精灵用法术变成一拇指大小的小人儿。正在此时，一群大雁从空中飞过，尼尔斯骑在家中的一只鹅身上一起随着大雁飞。从此，他骑在鹅背上，与大雁一起周游各地。历时八个月才返回家乡。故事主要写了他在各地的种种经历，最后改掉了自己欺负动物的缺点，培养了自己的优秀品德。

## 作品影响

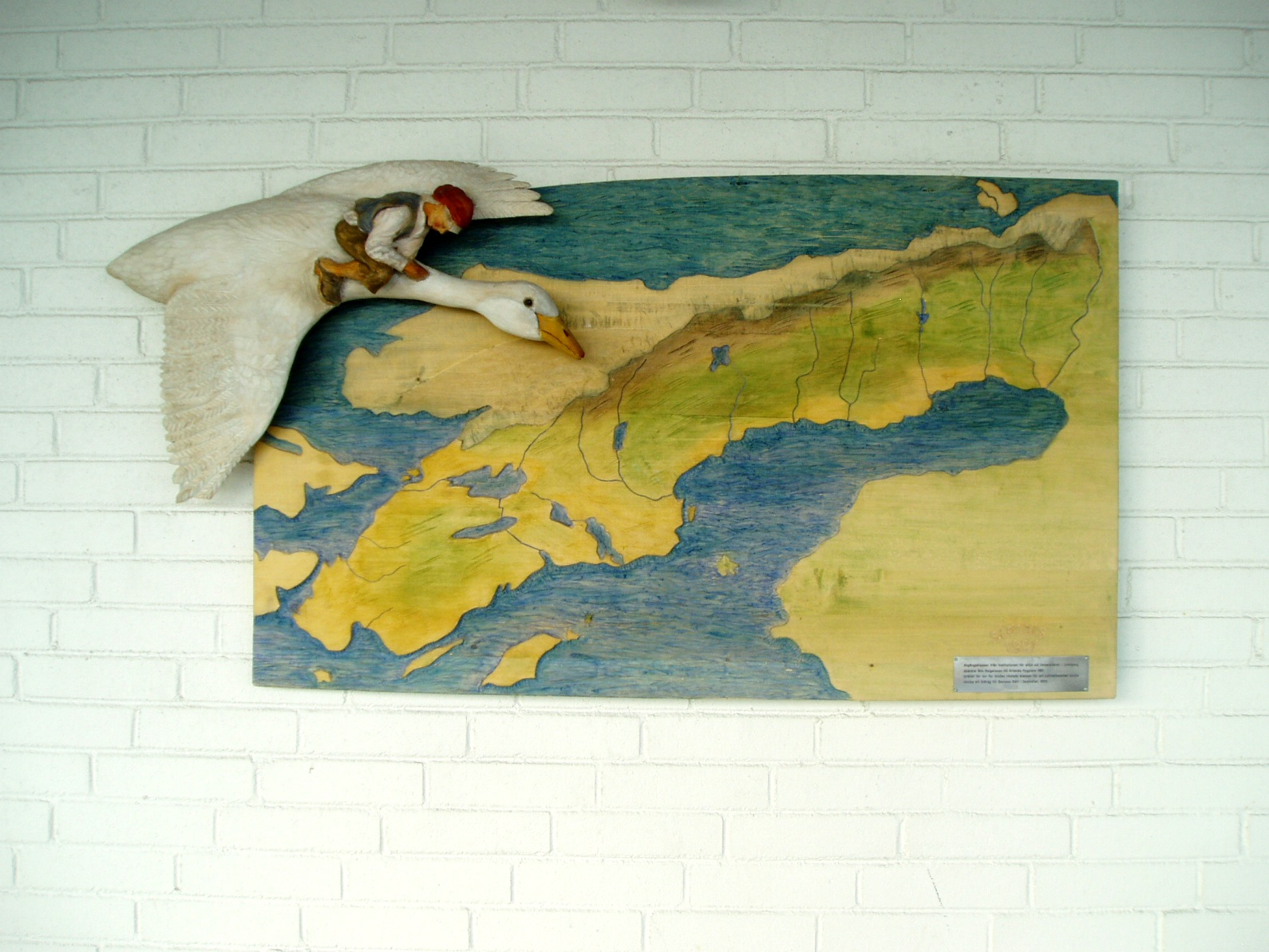
斯德哥爾摩-阿蘭達機場的尼爾斯騎鵝旅行記主題木雕

作品出版后，立刻获得教师们的好评和孩子们的欢迎。不仅学生们争着看，连大人也争着看，这部书很快风靡全国，有立刻流传到斯堪的纳维亚和欧洲大陆各国。这部作品被誉为“20世纪安徒生童话”。在瑞典，可以毫不夸张的说，上自国王、首相，下至平民百姓，几乎每个人都自幼阅读过这本书。瑞典20克朗紙幣上，印有尼爾斯騎鵝飛越斯科訥的圖畫。此外，荷蘭的電子地圖公司Tele Atlas也把尼爾斯騎鵝的圖案作為企業標誌，可見該書在瑞典以外的影響力。

## 作品创作
作品以尼尔斯从一个调皮捣蛋的孩子变成一个小人儿再变成一个勤劳勇敢的好孩子的过程中，从中穿插了大量的传说，童话，民间故事，还讲述了瑞典的地貌风光，历史演变，真正把寓教于乐的手段运用的恰到好处。这部作品很富有教育意义，它使少年儿童的心灵变得更纯洁更善良，更富有同情和怜悯。作品集知识性，趣味性和思想性为一体。成为20世纪最有影响，最有价值，读者人数最多的一部儿童小说。

## 动画
此小说曾于1955年被苏联索尤斯特姆改编为传统动画故事片《小神童》，时长45分36秒。
日本人根据这部小说改编的动画片《尼尔斯骑鹅旅行记》由Studio Pierrot及学研制作，于1980年1月7日至1981年3月17日在NHK上映，在20世纪80年代曾在香港及中国大陆电视台播出，深受大陆儿童的喜爱。其中，尼尔斯一角由小山茉美配音，家鹅莫尔顿由安原義人配音，主题歌则由原老虎樂隊成员加桥克己演唱。该片在香港無綫電視播出時前後稱為《尼斯流浪記》及《小頑皮森林歷險記》，在台灣，中國電視公司播出時稱為《小神童》。近期《小神童》於國興衛視以日語原音播出。

## 外部連結
- Background to the commission to write The Wonderful Adventures of Nils, from The National Atlas of Sweden
- The Wonderful Adventures of Nils - 古腾堡计划 (plain text and HTML) (Book 1&2)
- The Wonderful Adventures of Nils, at Internet Archive (scanned books original editions color illustrated) (Book 1&2)
- The Wonderful Adventures of Nils, at LibriVox (audiobook) (Book 1&2)
- The Wonderful Adventures of Nils （页面存档备份，存于） at Digital.library.upenn.edu (HTML) (Book 1 only)

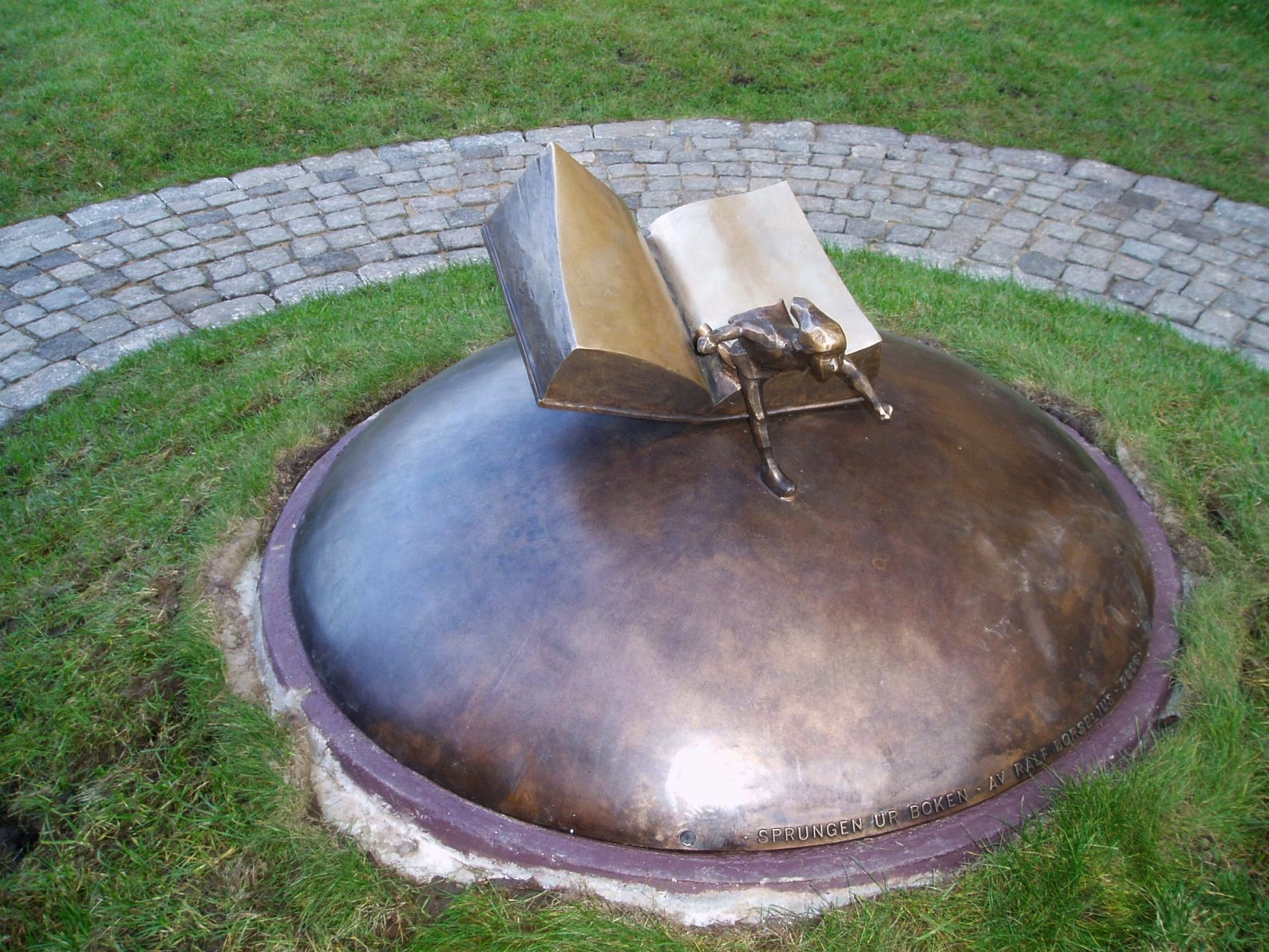
位於卡爾斯克魯納的雕像「Nils Holgersson」，由Ralf Borselius製造

- Nils Holgerssons underbara resa genom Sverige （页面存档备份，存于） （瑞典文） available freely at Project Runeberg
- (picture) Swedish 20 krona banknote - Nils depicted on the 20 krona banknote.